# Hóquei do Casa Pia Atlético Clube
O Casa Pia AC (hóquei em campo) é um clube português de hóquei em campo. É uma das modalidades do clube multidesportivo Casa Pia AC, sendo uma das mais bem-sucedidas. O clube é o sexto mais bem-sucedido de Portugal no hóquei em campo, detentor de 3 títulos nacionais e duas conquistas da Supertaça Portuguesa, na divisão de seniores masculina.
O clube também conta com algumas participações em competições europeias, sendo seu maior triunfo um 2º lugar na Taça EuroHockey de Clubes II de 2021, sendo derrotado pelo anfitrião, Plzeň-Litice.

## Palmarés
Seniores Masculino
- Eurohockey Club Trophy II
  - Finalista vencido: 1 (2021)[3]
- Campeonato Nacional de Hóquei em Campo: 3 (2017/18, 2018/19, 2021/22)[1]
- Supertaça de Portugal: 2 (2017/18, 2018/19)[2]

Jovens Masculino
- Campeonato Nacional de Hóquei em Campo S15: 1 (2018/19)[4]
- Campeonato Nacional de Hóquei em Cambo S13: 2 (2014/15, 2018/19)[5]